# Kenneth Kaunda

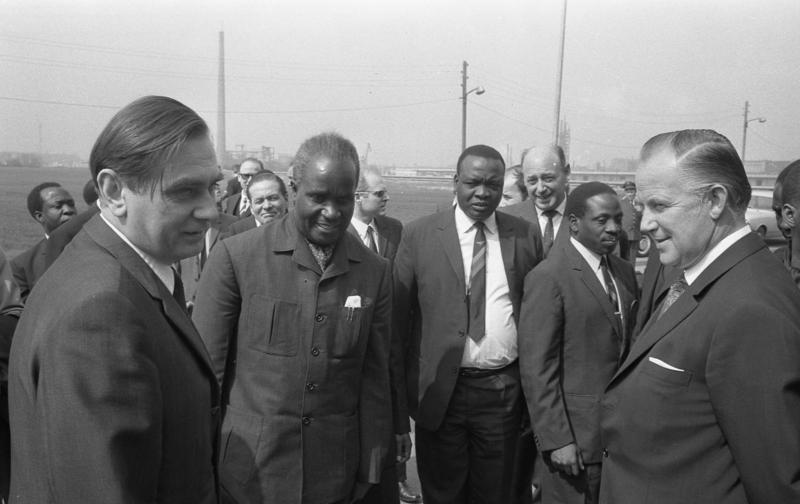
Kenneth Kaunda năm 1970

Kenneth David Kaunda, thường được biết với biệt danh KK (28 tháng 4 năm 1924 - 
17 tháng 6 năm 2021) là tổng thống đầu tiên của Zambia, nhiệm kì từ 1964 đến 1991. Ông là người đi đầu trong cuộc đấu tranh giành độc lập khỏi sự cai trị của Anh. Không hài lòng với sự lãnh đạo của Harry Nkumbula đối với Quốc đại dân tộc châu Phi Bắc Rhodes, ông đã ly khai và thành lập Quốc đại dân tộc châu Phi Zambia, sau này trở thành người đứng đầu Đảng Độc lập Quốc gia Thống nhất (UNIP). Ông là tổng thống đầu tiên của Zambia độc lập. Năm 1973 sau bạo lực giữa các bộ tộc và giữa các đảng phái, tất cả các đảng phái chính trị ngoại trừ UNIP đều bị cấm thông qua một bản sửa đổi hiến pháp sau khi Tuyên bố Choma được ký kết. Đồng thời, Kaunda giám sát việc mua lại phần lớn cổ phần trong các công ty chủ chốt của nước ngoài. Cuộc khủng hoảng dầu mỏ năm 1973 và doanh thu xuất khẩu sụt giảm đã khiến Zambia rơi vào tình trạng khủng hoảng kinh tế. Áp lực quốc tế buộc Kaunda phải thay đổi các quy tắc đã giúp ông nắm quyền. Các cuộc bầu cử đa đảng đã diễn ra cuộc bầu cử năm 1991, trong đó Frederick Chiluba, lãnh đạo của Phong trào Dân chủ Đa Đảng, lật đổ Kaunda.
Kaunda bị tước quyền công dân Zambia một thời gian ngắn vào năm 1999, nhưng quyết định đã bị bãi bỏ vào năm sau.

## Tiểu sử
Kaunda sinh ngày 28 tháng 4 năm 1924 tại Đoàn truyền giáo Lubwa ở Chinsali, sau đó là một phần của Bắc Rhodesia, nay là Zambia, và là con út trong gia đình có tám người con. Cha của ông là Mục sư David Kaunda, một người được phong chức mục sư Giáo hội Scotland và giáo viên, người sinh ra ở Nyasaland (bây giờ là Malawi) và đã chuyển đến Chinsali để làm việc tại Đoàn truyền giáo Lubwa. Mẹ ông cũng là một giáo viên và là người phụ nữ châu Phi đầu tiên dạy học ở Zambia thuộc địa.. Cả hai đều là giáo viên của nhóm Bemba nằm ở phía bắc Zambia. Cha của anh qua đời khi Kenneth còn nhỏ. Đây là nơi Kaunda được giáo dục cho đến đầu những năm 1940. Sau đó, anh tiếp bước cha mẹ và trở thành một giáo viên.; đầu tiên ở Zambia thuộc địa nhưng sau đó vào giữa những năm 1940, ông chuyển đến nơi bây giờ là Tanzania. Anh ấy cũng làm việc ở Nam Rhodesia. Ông theo học Trung tâm đào tạo Munali ở Lusaka từ năm 1941 đến năm 1943. Khi mới vào nghề, ông đã đọc các tác phẩm của Mahatma Gandhi mà ông nói rằng "đi thẳng vào trái tim tôi".